# 多明尼克·奥化
多明尼克·奥化（英語：Dominic Iorfa，1968年1月10日—），是一名已经退役的尼日利亚职业足球运动员，他曾经入选尼日利亚国家队，參加1988年漢城奧運足球賽。

## 俱乐部生涯
奥化由尼日利亚联赛BCC雄狮開始足球生涯，之後效力過阿比奥拉巴比斯、牧人蜜蜂。1989年，他前往欧洲，加盟安特卫普，随后又加盟女王公园巡游者、加拉塔萨雷、彼得伯勒联、绍森德、法尔科克等球队。
1996年，奥化来到香港，加盟快译通参加香港甲组足球联赛。赛季结束后，他又转会到中国足球甲A联赛球队广州太阳神参加1997赛季甲A联赛，但他在出场的15场比赛中仅在和大连万达的比赛中打进一球。随后他又返回香港加盟流浪一个赛季。
之后他回到欧洲，在一个赛季中先后效力科克城、圣奥尔本斯城、多佛竞技、普福里特、艾尔斯伯里联、比勒瑞卡、绍森德、沃特伏德等球队出战。1999年他回到香港流浪队，并在那里结束职业足球生涯。

## 国家队生涯
奥化曾经代表尼日利亚国家队出场21次。

## 家庭
他的弟弟森巴奧化，同樣曾經效力香港球會流浪。
兒子多明尼克·奧化 (1995年)司職後衛，效力英格蘭超級足球聯賽球會狼隊。